# Rościn (powiat myśliborski)
Rościn (niem. Rostin) – wieś w Polsce, położona w województwie zachodniopomorskim, w powiecie myśliborskim, w gminie Myślibórz.
W latach 1975–1998 wieś należała administracyjnie do województwa gorzowskiego.
Wieś typu widlica, o nieregularnej zabudowie.

## Położenie
Wieś położona jest 6 km na południowy zachód od Myśliborza, północno-wschodni kraniec przylega do Jeziora Rościńskiego. Wokół znajdują się tereny pagórkowate (80–100 m n.p.m.).
Zgodnie z podziałem fizycznogeograficznym Polski według Kondrackiego teren na którym położony jest Rościn należy do prowincji Nizina Środkowoeuropejska, podprowincji Pojezierza Południowobałtyckiego, makroregionu Pojezierze Południowopomorskie oraz w końcowej klasyfikacji do mezoregionu Pojezierze Myśliborskie.

## Integralne części wsi

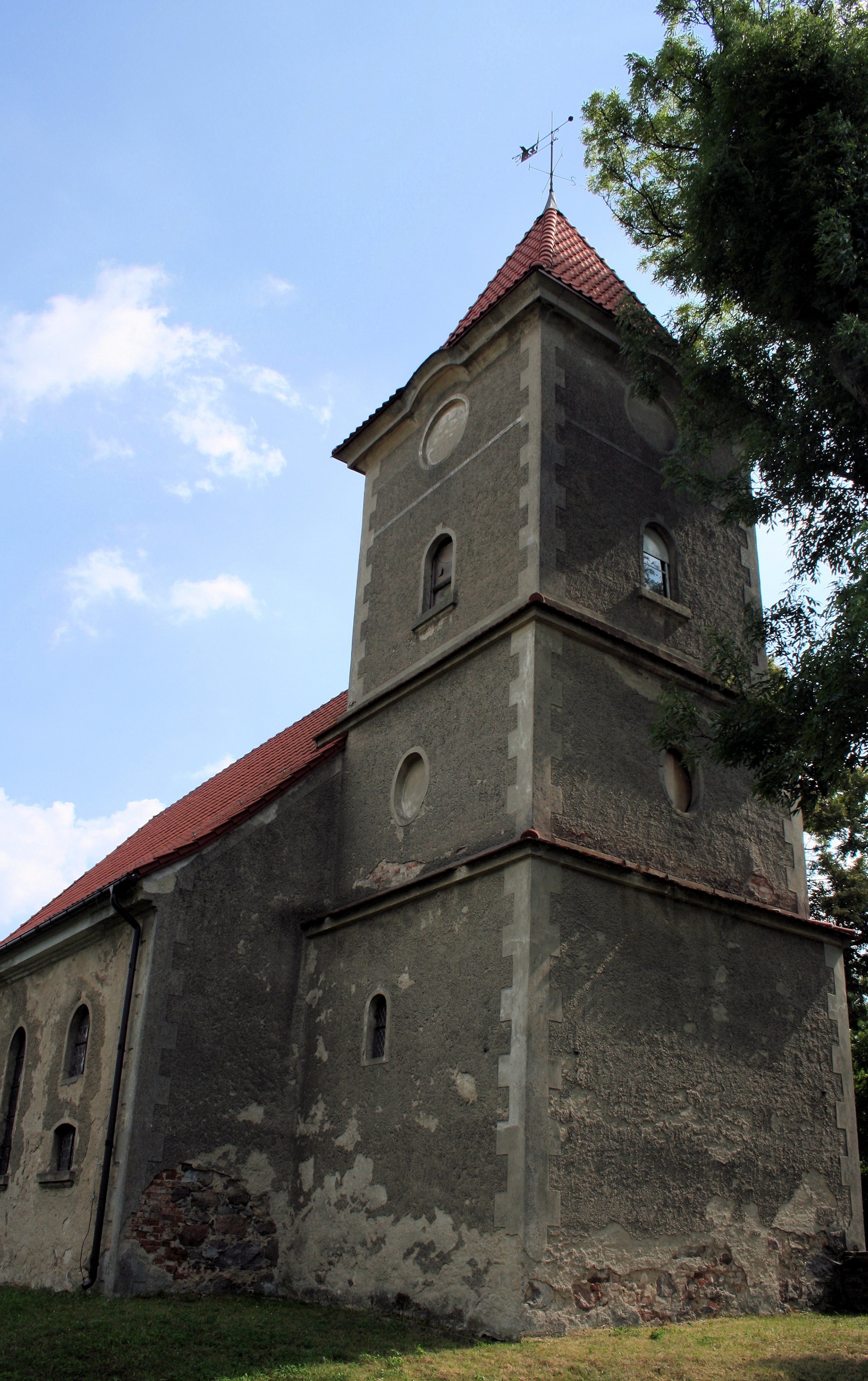
Klasycystyczny kościół pw. św. Rocha z 2. połowy XVIII w

| SIMC    | Nazwa    | Rodzaj  |
| ------- | -------- | ------- |
| 0184856 | Rościnko | kolonia |

## Historia
- 1337 – wzmianka w księdze ziemskiej margrabiego brandenburskiego Ludwika Starszego pod nazwą Rostin, w ziemi golenickiej: Rostin LIII, dos IIII, Ecclesia I, pactus VII† solidos, damyn pro seruicio X mansos – wieś liczy 53 łany (mansos), wolne od ciężarów podatkowych są 4 łany parafialne (dos) i 1 łan kościelny, pakt (pactus) płacony rycerstwu przez chłopów wynosi 7⅛ szylingów (solidos), lennikiem zobowiązanym do służby konnej jest damyn (być może nazwisko Damnitz) posiadający 10 łanów[7].
- XV-XVI w. – we wsi wzmiankowany jest ród von Damnitz
- 2 poł. XVI w. – w rejestrach łanowych lenników sporządzonych w Nowej Marchii wymienieni są członkowie rodu von Damnitz w Rościnie: Nickel, syn Achima (Joachima), Kurt oraz Joachim[8].
- 1713 – Rościn jest dużą wsią, a właścicielem majątku jest Kuno Krenz Ernest von Bredow (ur. 1655, zm. 25.04.1725 r. w Rościnie; od 1697 r. major, od 1709 r. pułkownik, od 1719 r. generał-major pruskich regimentów kirasjerów)[9]
- 1753 – pułkownik von Bredow zakłada w Rościnie fabrykę jednorodnych fajek glinianych. Surowiec do produkcji fajek (biała glina kaolinowa) wydobywano w pobliżu Jeziora Rościńskiego, przy drodze do Myśliborza.
- 1754 – pułkownik von Bredow przedstawia swoje wyroby królowi Fryderykowi Wielkiemu, który udzielając mu wsparcia wprowadzeniem wysokich ceł na import fajek z Holandii przyczynił się do rozwoju wytwórni. Roczna produkcja wynosiła około 1,4-1,7 miliona sztuk. Sprzedawane były one w Prusach oraz Polsce.
- Wojna siedmioletnia (1756–1763) – manufaktura została splądrowana przez wojska rosyjskie; produkcja podupada
- 1765 – majątek Rościn wraz z fabryką fajek zostaje kupiony przez radcę wojennego (niem. Kriegsrat) von Lüder
- 1773 – w fabryce fajek zatrudnionych jest 36 pracowników
- 1775 – Isaac Salingré (1717-1801), handlowiec ze Szczecina[10], kupuje fabrykę fajek glinianych w Rościnie; produkcja wzrasta, dystrybucja fajek rozszerza się m.in. przez porty w Kłajpedzie, Gdańsku, jak i Hamburgu oraz Lubece[11]. Salingré posiadał od 1746 r. fabrykę przetwórstwa tytoniu w Szczecinie.
- Około 1804 – fabryka fajek kończy swoją działalność
- 1830 – majątek Rościn o powierzchni 1093 ha staje się własnością Hermanna Stubenraucha
- 1868 – majątek przechodzi w posiadanie doktora prawa Oskara von Weiß (1838-1901)
- 1901 – właścicielem gospodarstwa w Rościnie o powierzchni 775 ha zostaje Jean Nicolas; w posiadaniu rodziny Nicolas majątek pozostaje do 1945 r.
- 1988 – w korzeniach olbrzymiego drzewa powalonego przez wichurę w pobliżu pałacu Edward Zimmermann z Klubu Kolekcjonerów Fajek Glinianych w Gdańsku odkrył pierwsze egzemplarze fajek z miejscowej manufaktury[12]
- 1989-1990 – pod kierownictwem Teresy Witkowskiej przeprowadzono badania wykopaliskowe na terenie manufaktury fajek; znaleziono ogromną ilość fragmentów fajek glinianych[13], około 198 tysięcy artefaktów, z czego 95% to fragmenty fajek, a pozostałe zabytki, to m.in. prostokątne pojemniki z białej glinki kaolinowej stosowane do wypalania fajek ceramicznych[14]

## Ludność
| Rok      | Ludność wsi |
| -------- | ----------- |
| ok. 1820 | 386         |
| 1852     | 460         |
| 1933     | 431         |
| 1939     | 370         |
| 2005     | 328         |

## Organizacje i instytucje
Sołectwo Rościn – w skład sołectwa wchodzą: Dąbrowa, Kostno, Rościn, Rościnko.

## Atrakcje turystyczne
- Klasycystyczny kościół pw. św. Rocha z 2. połowy XVIII w. – przebudowany w XIX w., odrestaurowany w latach 1920–1922. Wpisany do rejestru zabytków pod nr 253 z 22.10.1957 r.[19]
- Ruina romańskiego kościoła z przełomu XIII/XIV w. – budowla salowa z ciosów granitowych na rzucie prostokąta, bez wieży. Od strony zachodniej umieszczony jest główny portal wejściowy trzykrotnie schodkowany ostrołukowy (zamurowany). W ścianie południowej znajdują się: portal dwukrotnie schodkowany ostrołukowy (bliżej narożnika płd.-zach.) oraz ślad drugiego mniejszego portalu (bliżej narożnika płd.-wsch.), którego schodkowane ościeża zostały całkowicie zamurowane. Okna są wysmukłe, ostrołukowe, o ościeżach zwężających się ku środkowi, umieszczone po trzy w ścianach południowej i północnej. Wczesnogotyckie szczyty z XIV w. są rozczłonkowane ślepymi oknami, obramowanymi cegłą[20]. W 2 połowie XIX w. kościół został przebudowany i zamieniony na spichlerz[13]. Po II wojnie światowej wojnie służył jako magazyn PGR, następnie niezagospodarowany i dewastowany. Wpisany do rejestru zabytków pod nr 254 z 22.10.1957 r.[19]
- Pałac barokowy – wybudowany w 2. połowie XVIII w. przez rodzinę von Bredow, przebudowany w 2 połowie XIX w., obecnie (stan 2010 r.) znacznie zdewastowany. Budynek 2-kondygnacyjny, z ryzalitem, zwieńczony trójkątnym szczytem. Wpisany do rejestru zabytków pod nr 259 z 22.10.1957 r.[19]
- Przypałacowy park o powierzchni około 8 ha, założony w 2. połowie XVIII w. jako barokowy (regularny) i w XIX w. przekształcony na krajobrazowy (swobodny, romantyczny)[13]. Położony jest po południowej stronie pałacu. Na jego terenie zachowała się brama wejściowa dawnej budowli parkowej. Rosną tu głównie kasztanowce, dęby, lipy, buki i jesiony, a tylko pojedynczo inne ozdobne gatunki, np. platan, cis, daglezja. W składzie rodzajowym dominuje klon (18%), jesion (13%) i wiąz (13%)[9]. Przy pałacu znajduje się lipa o obwodzie 450 cm, we wschodniej stronie parku zaś dąb szypułkowy o obwodzie 440 cm; w niedalekim sąsiedztwie drogi do Pszczelnika – grupa platanów o obwodzie 300–500 cm. Teren parku w Rościnie, pozbawiony opieki, zarasta samosiewem drzew i krzewów. Wpisany do rejestru zabytków pod nr 65 z 27.04.2001 r.[19]

| Imię i nazwisko     | Lata                |
| ------------------- | ------------------- |
| damyn (Damnitz?)    | 1337                |
| von Damnitz         | XV-XVI w.           |
| von Bredow          | pocz. XVIII w.-1765 |
| von Lüder           | 1765-1775           |
| rodzina Salingré    | 1775-1830           |
| Hermann Stubenrauch | 1830-1868           |
| Oskar von Weiß      | 1868-1901           |
| rodzina Nicolas     | 1901-1945           |

## Okolice
Głaz narzutowy „Klickstein” – pomnik przyrody; znajduje się na zachód od wsi, przy drodze polnej do Chłopowa (przez Chłopówko), w niewielkim lasku na wzgórzu, otoczony skupiskiem mniejszych głazów. Obwód 7,7 m, wysokość 2,5 m, szerokość 1,2 m. Głaz jest pozostałością po megalitycznym cmentarzysku ludności kultury pucharów lejkowatych (około 3400–2500 lat p.n.e.). Jeszcze w latach 70. XIX w. znajdowało się tutaj około 10–11 prostokątnych nasypów z obstawami kamiennymi. Pierwotnie składał się on z dwóch części. W wyniku poruszania górną częścią, powstawało stuknięcie brzmiące „klik”, stąd nazwa „Klickstein” (niem. stein – kamień). Wcześniej zwany był również „Diabelskim Kamieniem”. Prawdopodobnie w 1945 r. żołnierze radzieccy próbowali go wykorzystać do budowy pomnika, ale udało im się zerwać tylko górny kamień. Według innej wersji górna część głazu została użyta jako obelisk z tablicą informacyjną o 15 południku na wschód od Greenwich, który znajduje się przy drodze krajowej nr 3 w miejscowości Trzcinna.
Legenda o głazie:
„(...) Pewnego razu Diabeł założył się z Bogiem, że w ciągu jednej godziny wybuduje wieżę wyższą niż jakikolwiek kościół jak daleko okiem sięgnąć. Bóg zaśmiał się tylko z pychy Diabła, ale ten nie robiąc sobie nic z tego, zabrał się do pracy. W mgnieniu oka sprowadził ze Skandynawii ogromną ilość kamieni, które rzucał w okolicach Rościna. Następnie zaczął je układać, ale ponieważ popełnił błąd w układaniu, zajęło to dużo czasu. W momencie, gdy miał ułożyć ostatni kamień, czas minął. Wściekły Diabeł wywrócił wieżę, której odłamki rozsypały się od Rościna aż do Karska. Gdy został ostatni kamień, Diabeł kopnął go z całej siły. Od tego kopnięcia na kamieniu został ślad diabelskiego kopyta, który jeszcze dziś można zobaczyć...”.